# William Tecumseh Sherman
William Tecumseh Sherman ['wiliəm tɘ'kʌmsei 'ʃə:rmən] (Lancaster, Ohio, 1820. február 8. – New York, N.Y, 1891. február 14.) amerikai tábornok, üzletember, író és oktató. Az amerikai polgárháború (1861–1865) alatt vezérőrnagy rendfokozatban szolgált az északiak hadseregében. Eredményeiért kitüntetésekkel jutalmazták, de a felperzselt föld taktikája miatt számos kritika is érte. A híres hadtörténész, Basil Liddell Hart kijelentette, hogy Sherman volt az „első modern tábornok”.
1862 és 1863 között Ulysses S. Grant tábornok beosztottjaként szolgált, és részt vett azokban a hadjáratokban, amelyekben elfoglalták a konföderációs erők vicksburgi erődjét és visszaszerezték Tennessee államot. 1864-ben Sherman lett Grant utóda a polgárháború nyugati hadszínterén lévő uniós erők főparancsnokaként. Vezetésével az uniós seregek elfoglalták Atlanta várost, és ez a katonai győzelem jelentősen hozzájárult Abraham Lincoln újraválasztásához. Sherman ezután átvonult Georgia államon és hadjáratot vezetett Észak- és Dél-Karolina államokban (Karolina-hadjárat), amivel jelentősen meggyengítette az Amerikai Konföderációs Államok haderejét, és lehetetlenné tette számukra a háború folytatását. Ő fogadta 1865 áprilisában a konföderációs csapatok megadását Észak-Karolina, Dél-Karolina, Georgia és Florida államokban.
A háború után, amikor Grant tábornokot megválasztották az Amerikai Egyesült Államok elnökének, Sherman ismét örökölte posztját, és az Egyesült Államok haderejének főparancsnoka lett (1869–83). Ebben a tisztségében felelős volt az Amerikai Egyesült Államok nyugati részén az indiánok ellen indított háborúkért. Nyugállományban visszautasította a politikai szereplést. 1875-ben kiadta emlékiratait (Memoirs), az egyik legjobb első kézből származó beszámolót a polgárháború eseményeiről.

## Fiatalkora

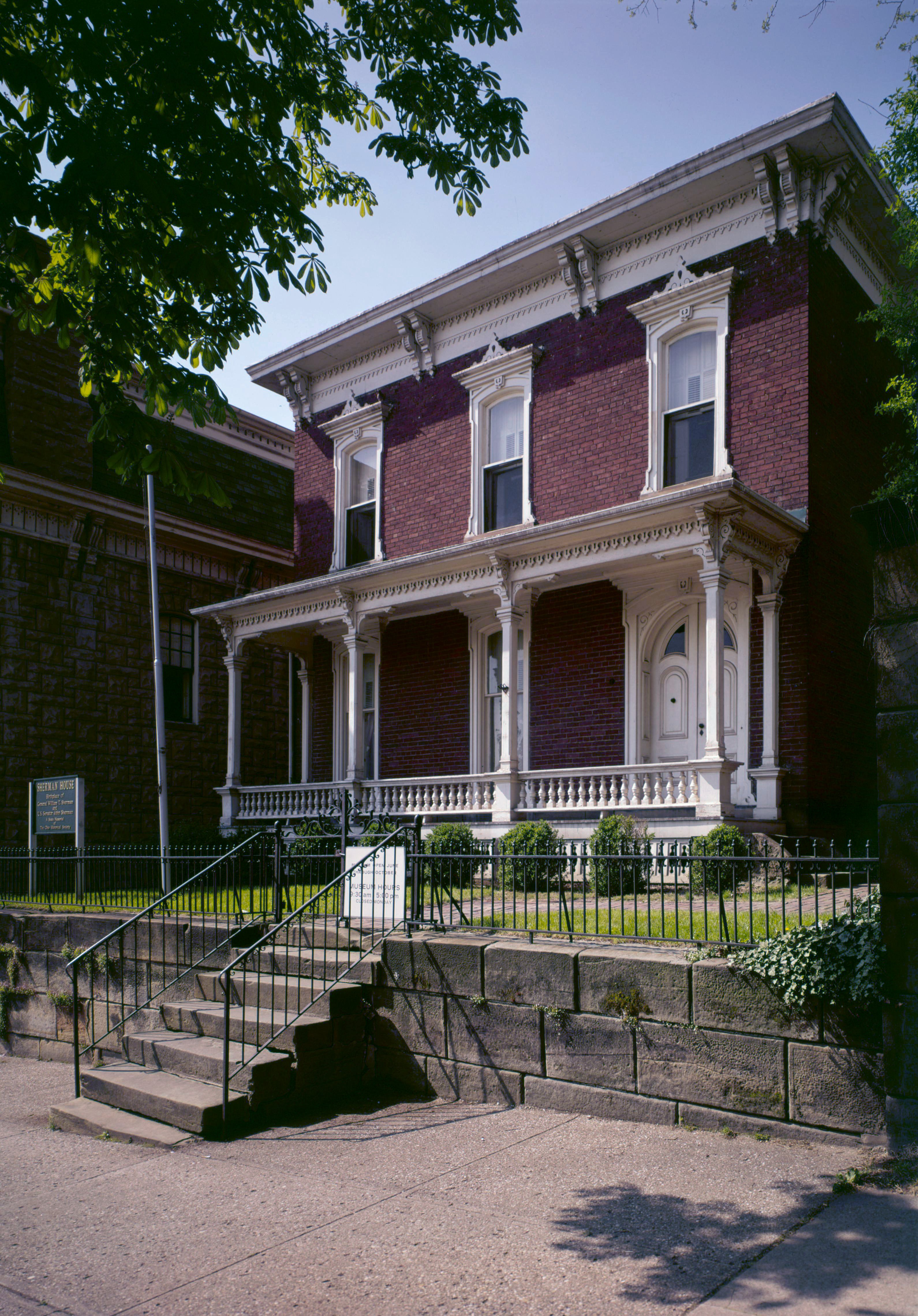
Sherman otthona Lancasterben

Sherman 1820-ban született az Ohio állambeli Lancasterben. Apja, Charles Robert Sherman, sikeres ügyvéd, aki Ohio állam legfelsőbb bíróságának is tagja volt, 1829-ben váratlanul meghalt. Özvegye, Mary Hoyt Sherman, 11 gyermekkel maradt magára. Ezt követően a kilencéves Williamet egy szomszéd, egyben a család barátja, Thomas Ewing ügyvéd nevelte, aki az amerikai Whig Párt politikusa és Ohio állam képviselője volt az Egyesült Államok Szenátusában, valamint az Egyesült Államok első belügyminisztere is. Csak távoli rokonságban álltak, de Shermanre nagy hatást gyakorolt Roger Sherman, az Egyesült Államok egyik „alapító atyja”.
Bátyja, Charles Taylor Sherman, szintén jogi pályára lépett és szövetségi bíró lett; egyik öccse, John Sherman szenátor és az amerikai kormány tagja lett. Másik öccse, Hoyt Sherman sikeres bankárrá vált. Mostohabátyjai közül ketten is az amerikai hadseregben szolgáltak a polgárháború alatt, Hugh Boyle Ewing és Thomas Ewing Jr., aki később az Abraham Lincoln elnök meggyilkolásával vádolt személyek kirendelt védője volt.

### Sherman középső neve
Sherman meglehetősen szokatlan középső neve mindig is nagy figyelmet keltett. Sherman maga azt állította, hogy középső neve onnan ered, hogy egy időben apja „figyelmét megragadta a sóni törzs nagy főnöke, Tecumseh”. Egy 1932-es életrajz nyomán elterjedt, hogy csecsemőként Shermant egyszerűen Tecumsehnek hívták szülei. Ezek szerint Sherman csak kilenc vagy tízéves korában kapta a William keresztnevet, miután befogadták a Ewing házba, ahol nevelőanyja, az ír származású Maria Ewing, hithű katolikus volt. 
A Ewing család tagjaként Shermant egy dominikánus szerzetes keresztelte meg, aki állítólag azért adta a William nevet a gyereknek, mert az esemény Szent Vilmos napján történt – vagyis feltehetően június 25-én. A kétségkívül érdekes beszámoló történelmi hitelessége azonban kétségbe vonható, mivel maga Sherman is azt írta az emlékirataiban, hogy apja a William Tecumseh nevet adta neki, és más bizonyítékok azt igazolják, hogy csecsemőkorában egy presbiteriánus tiszteletes keresztelte meg, és adta neki a William nevet.
Felnőttként Sherman minden levelét (a személyes, feleségének írt leveleket is) „W. T. Sherman”-ként írta alá, de barátai csak „Cump”-nak hívták.
Gyermekkorában kétszer is megkeresztelték, felnőttként azonban nem vett részt semmilyen egyházi életben, annak ellenére, hogy felesége, Ellen Ewing Sherman is hithű katolikus volt. Fia, Thomas, papi pályára lépett, és szerinte apja a polgárháború kitöréséig részt vett a miséken, de utána soha többé.

### Katonai kiképzés és szolgálat

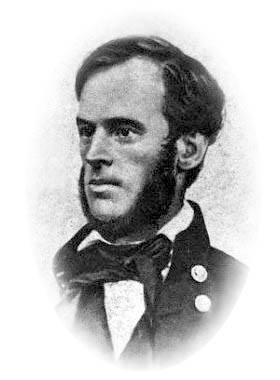
A fiatal William T. Sherman portréja katonai egyenruhában

Ewing szenátor támogatásával a 16 éves Sherman tisztnövendékként bekerült az amerikai hadsereg katonai akadémiájára, a West Pointra, ahol vele egy szobában lakott és jó barátja lett egy másik jövőbeni tábornok, George Henry Thomas. Az akadémián Sherman kitűnt tanulmányi eredményeivel, de a kadétok kinevezési folyamatának sajátosságai hidegen hagyták. Egyik hallgatótársa, William Rosecrans, később úgy emlékezett Shermanre, mint „a legkitűnőbb és legnépszerűbb diákok egyike” és „csillogó szemű, vörös hajú srác, aki mindig készen állt egy jó tréfára”. A West Point akadémián töltött éveiről Sherman így számol be Memoirs című önéletrajzában:

„Az akadémián nem tartottak jó katonának, ezért semmilyen kinevezést nem kaptam, hanem a négy év alatt végig közlegény maradtam. Akkor, mint ma is, a szép kiállás és egyenruha, a szabályokhoz való feltétlen alkalmazkodás, elengedhetetlen volt a kinevezéshez és én feltehetően egyik kitételnek sem feleltem meg. Tanulmányaiban mindig is jó véleménnyel voltak rólam a tanárok, és általában a legjobbak között voltam, különösen a rajz, kémia, matematika és a természettudományok terén. A per annum szerzett pontjaim csak 150 körül voltak, és emiatt tanulmányaim végeztével a negyedik helyről a hatodikra csúsztam vissza.”

– William Tecumseh Sherman

1840-ben elvégezte az akadémiát és hadnagyi rangban felvették az Egyesült Államok hadseregének 3. Tüzérhadtestéhez (3rd U.S. Artillery). Első csatájára Florida államban került sor a szeminol indiánok ellen vívott második háborúban. Később Georgia és Dél-Karolina államokban állomásozott. Mivel egy befolyásos politikus fogadott fia volt, a fiatal hadnagy a déli nagyváros, Charleston legelőkelőbb köreiben mozgott.
Míg kortársainak nagy része részt vett a mexikói–amerikai háborúban, addig Shermant adminisztratív szolgálatra a Mexikótól elfoglalt államba, Kaliforniába vezényelték. Itt egyik tiszttársával, Edward Orddal, két nappal azelőtt érkeztek meg Yerba Buena városába, mielőtt annak nevét San Franciscóra változtatták volna. 1848-ban Sherman elkísérte Kalifornia katonai kormányzóját, Richard Barnes Mason ezredest egy vizsgálatra, amely hivatalosan is megerősítette, hogy az állam területén aranyat találtak, és ezzel kezdetét vette a kaliforniai aranyláz. Sherman, Edward Orddal együtt, részt vett a terület felmérésében és a később Sacramento néven várossá alakuló település határainak kijelölésében.
Shermant ekkor századossá léptették elé „kitűnő szolgálatai” elismeréseként, de mivel nem vehetett részt a háborúban, elkedvetlenedett, és részben ez késztette arra, hogy később lemondjon tiszti rangjáról. Ezzel a polgárháború magas rangú tisztjei közül azon kevesek egyike lett, akik nem harcoltak a mexikóiak ellen.

### Házassága és üzleti karrierje
1850-ben Shermant századossá léptették elé, és feleségül vette Thomas Ewing lányát, Eleanor Boyle („Ellen”) Ewingot egy Washingtonban tartott ceremónián, amelyen jelen volt Zachary Taylor elnök és más hírességek is (mostohaapja ekkor belügyminiszter volt az amerikai kormányban). Anyjához hasonlóan, Ellen Ewing is hithű katolikus volt, és nyolc gyermeküket is a katolikus hitben nevelte.
1853-ban Sherman lemondott tiszti rendfokozatáról, és egy St. Louis-i központú bank San Franciscó-i fiókjának lett az igazgatója. Sherman éppen abban az időben érkezett meg San Franciscóba, amikor az egész amerikai nyugat forrongott. Az út során kétszer is hajótörést szenvedett, és a Golden Gate-szorosban felborult hajója törzsébe kapaszkodva sodródott be a San Francisco-öbölbe. A város üzleti és pénzügyi életében uralkodó állapotok által kiváltott idegfeszültség asztmát okozott nála. Később, az ingatlanspekulációkra visszaemlékezve azt mondta: „A csatában elvezénylek százezer katonát és elfoglalom a Nap városát is, de félek attól, hogy egy mocsarat igazgassak San Franciscóban”. 1856-ban a San Franciscó-i polgárőrség megalakulása után vezérőrnagyi rangot kapott a kaliforniai milíciában.
A Sherman által igazgatott bankfiókot 1857 májusában bezárták, és ekkor családjával átköltözött New Yorkba, ahol ugyanannál a banknál helyezkedett el. Amikor az 1857-es tőzsdei pánik alatt a bankot bezárták, jogi pályára lépett, és a Kansas állambeli Leavenworth-ben lett ügyvéd, de ez a vállalkozása is sikertelen maradt.
1874-ben, amikor Sherman már híres volt katonai sikerei révén, legidősebb lánya, Marie Ewing („Minnie”) Sherman is egy, az akkori világsajtó révén az érdeklődés középpontjába került, nagyszabású ceremónia keretében ment férjhez. Az esküvőn jelen volt többek között Ulysses S. Grant elnök, illetve bőkezű ajándékot küldött az egyiptomi kedive, Muhammad Ali basa. Sherman másik lánya, Eleanor 1880. május 5-én ment feleségül Alexander Montgomery Thackara-hez, Sherman washingtoni otthonában. Sherman nagy bánatára egyik fia, Thomas Ewing Sherman papi pályára lépett, és 1879-ben jezsuita pappá avatták.

### Katonai főiskolai igazgatóként
1859-ben Sherman elvállalta Louisiana állam főiskolájának és katonai akadémiájának igazgatói tisztségét. Hatékony és népszerű vezetője volt az intézménynek, amely később Louisiana állam egyeteme lett (Louisiana State University, LSU). Joseph P. Taylor ezredes, Zachary Taylor elnök bátyja, kijelentette: „Ha az egész hadsereget átkutatták volna, egyik végétől a másikig, akkor sem találtak volna erre a posztra Shermannél alkalmasabb jelöltet”.
Amikor 1860-ban hírét vette, hogy Dél-Karolina kivált az Egyesült Államokból, Sherman így szólt David F. Boyd professzorhoz, a déli államok függetlenségének elkötelezett hívéhez:

„Maguk déliek nem tudják, hogy mit csinálnak. Az egész ország vérben fog ázni és csak Isten tudja, hogy fog végződni az egész. Ez egy butaság, őrület, a civilizáció elleni bűn! Maguk félvállról veszik a háborút, de nem tudják, hogy mit beszélnek. A háború szörnyűséges. És tévednek az északiakat illetően is. Békés népek, de becsületesek és harcolni fognak. Nem fogják hagyni, hogy tönkretegyék ezt az országot anélkül, hogy legalább megkísérelték volna megmenteni… Mellesleg, hol vannak a katonák és a felszerelések, amivel szembe akarnak szállni velük? Északon gőzmozdonyt, vasutat és kocsikat építenek, de maguk talán csak ruhát és cipőt tudnak csinálni. Minden igyekezettel háborúba akarnak lépni a világ leghatalmasabb, mérnökileg legkiválóbb és eltökéltebb népével – akik a szomszédjaik. Kudarcot fognak vallani. Csak a lelkükben és eltökéltségükben vannak készen a háborúra. Minden más tekintetben felkészületlenek és ráadásul a rossz ügyet képviselik. Elsőre biztosan sikereket érnek el, de utána elfogynak erőforrásaik, kizárják az európai piacokról és ügyük bukásra lesz ítélve. Ha maguk csak egy pillanatra megállnának és gondolkodnának, akkor belátnák, hogy végül biztosan el fognak bukni.”

– William Tecumseh Sherman

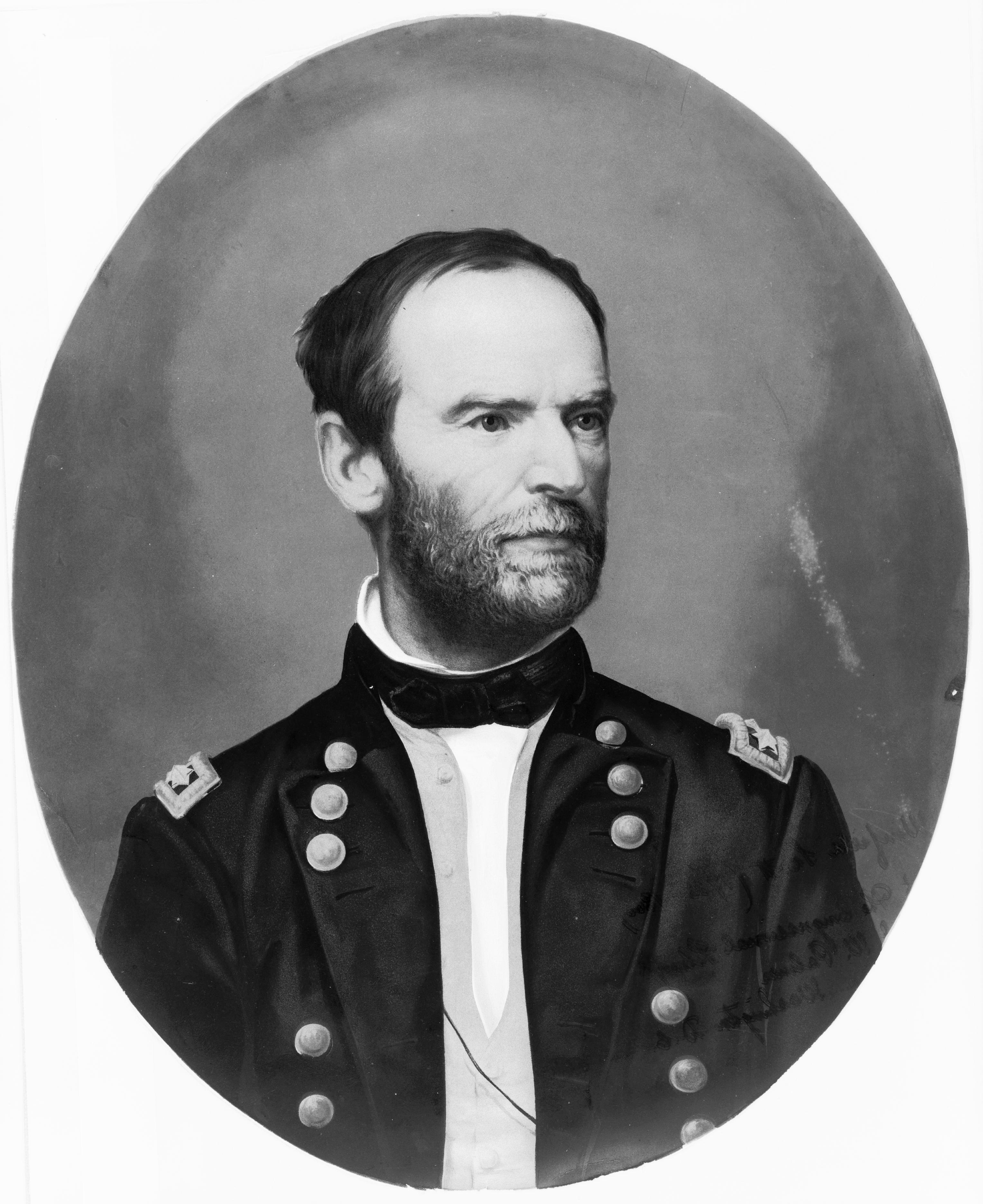
Sherman 1865-ben

1861. januárban, a polgárháború kitörése előtt pár nappal Shermannek hivatalosan fogadnia kellett volna a Baton Rouge-ban található szövetségi fegyverraktár megadását a louisianai állami milícia nevében. Sherman azonban inkább lemondott tisztségéről és ezt üzente Louisiana állam kormányzójának: „Semmilyen körülmények között nem teszek vagy gondolok semmit, ami … ellenséges … az Egyesült Államokkal szemben.”

### Kitérő St. Louisban
Louisianából való távozása után Sherman Washingtonba utazott, feltehetően azért, mert kinevezték a hadsereghez. A beiktatása után találkozott Abraham Lincoln elnökkel a Fehér Házban, és kifejezte az újonnan megválasztott elnöknek aggodalmát az uniós erők felkészületlensége miatt, de Lincoln nem osztotta véleményét.
Ezt követően Sherman a St. Louis Railroad társaság, egy omnibusz-vállalat elnöke lett, bár csak pár hónapig töltötte be ezt a posztot. Munkája révén közelről volt tanúja Missouri államban a kiválási válságnak és Frank Blair kongresszusi képviselő erőfeszítéseinek (aki később Sherman alatt szolgált), hogy Missourit az unióban tartsa. Április elején elutasított egy felkérést, hogy a Lincoln-kormány hadügyminisztériumában töltsön be pozíciót. A Sumter-erőd ostroma után habozott belépni a hadseregbe, és nyilvánosan kritizálta Lincoln elnök felhívását, aki 75 000 önkéntest akart toborozni három hónapra, mondván: „Ennyi erővel akár egy égő házat is megpróbálhatna az ember eloltani egy vízipisztollyal”, májusban azonban jelentkezett a hadseregnél, és összeköttetéseinek köszönhetően tiszti rangot kapott.
Június 3-án ezt írta: „Még mindig azt gondolom, hogy a háború hosszú – nagyon hosszú – lesz, sokkal hosszabb, mint azt a politikusok képzelik.” Végül, június 7-én Washingtonba rendelték.

## Sherman az amerikai polgárháborúban

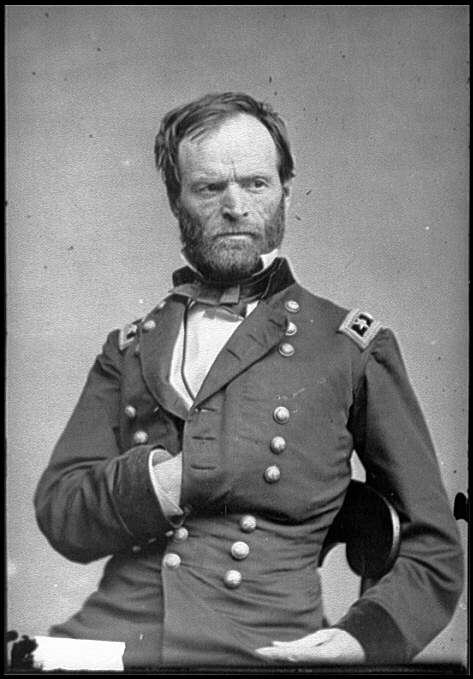
William T. Sherman vezérőrnagy. Mathew Brady portréja, 1864

### Kinevezése
Shermant 1861. május 14-i hatállyal ezredessé nevezték ki a 13. gyalogezrednél (13th Infantry Regiment, United States Army). Azon kevés északi tisztek egyike volt, akik kitüntették magukat az 1861. július 21-én Bull Runnál megvívott csata során. Shermant a térdén és vállán súrolták golyók. Az északiak által elszenvedett súlyos vereség miatt Sherman megkérdőjelezte saját ítélőképességét és önkéntes katonáinak képességeit is. Lincoln elnök azonban az önkéntes haderő dandártábornokává léptette elő 1861. május 17-i hatállyal. Ezt követően Robert Anderson, Kentucky kormányzója alatt szolgált, majd pedig ősszel Anderson helyettese lett – ezzel Sherman szerint Lincoln elnök megszegte ígéretét, hogy nem nevezi ki politikailag fontos pozícióra.

### Idegösszeomlása és csata Shiloh-nál
Louisville-i tartózkodása alatt Sherman egyre borúlátóbb lett a háború kimenetelével kapcsolatban. Rendszeresen panaszkodott washingtoni elöljáróinak az ellátás hiányosságai miatt, és mivel rendszeresen eltúlozta a felkelő csapatok erejét, a helyi sajtó hamarosan „őrült”-nek tartotta.
Sherman kérésére leváltották posztjáról, helyébe Don Carlos Buell lépett, míg őt St. Louisba helyezték át, ahol 1861 őszén feltehetően idegösszeomlást kapott. Sherman beismerte, hogy a parancsnoksággal járó felelősség összetörte és az öngyilkosság gondolata is megfordult a fejében. Ekkor szabadságot kapott, és visszatért Ohióba, hogy kipihenje magát. Otthonléte alatt felesége, Ellen, egy Sherman bátyjának, John Sherman szenátornak írt levélben a „családban tapasztalható melankolikus őrület”-ről panaszkodott.
Hamarosan rendbe jött, és visszatért az aktív katonai szolgálatba Henry W. Halleck vezérőrnagy beosztottjaként, aki Missouri állam katonai kormányzója volt. Shermant először csak a hátországba helyezték, előbb egy St. Louis-i kaszárnya parancsnoka lett, majd pedig logisztikai támogatást nyújtott Ulysses S. Grant tábornok csapatainak, akik a Donelson-erődöt ostromolták. Grant, aki korábban Sherman elődje volt a cairói katonai körzet (Illinois állam) parancsnokaként, nem sokkal azelőtt jelentős győzelmet aratott a Henry-erőd közelében vívott csata során, és megkapta Tennessee állam kormányzói posztját. Bár ekkor Sherman a beosztása alapján Grant elöljárója volt, mégis levelet küldött neki Kentucky-ból, és felajánlotta szolgálatait.

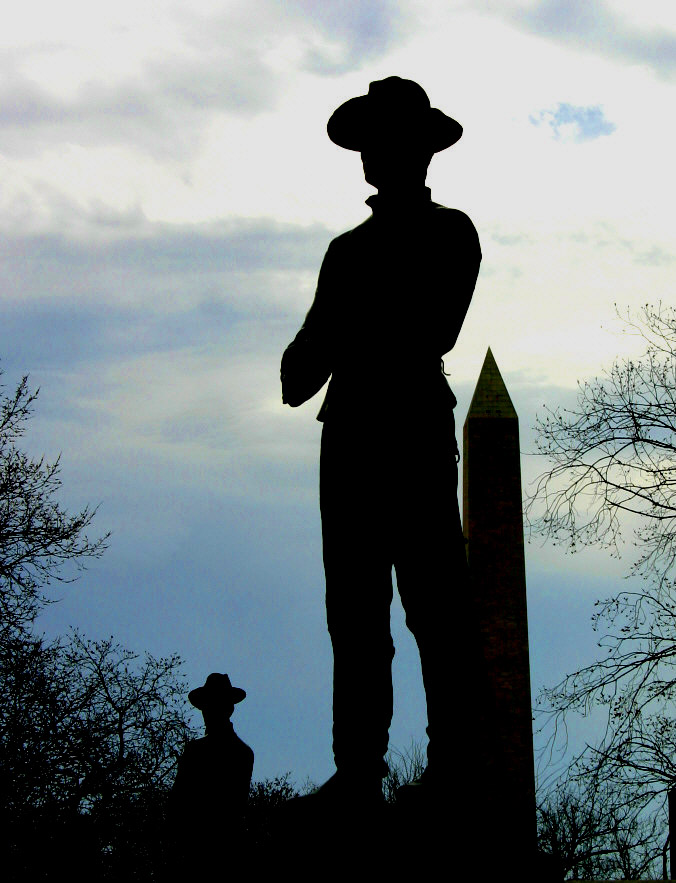
A washingtoni Sherman emlékmű részlete

Miután Grant elfoglalta a Donelson-erődöt, teljesítette Sherman kívánságát, és 1862. március 1-jén kinevezte a Tennessee hadseregbe, az 5. hadosztály parancsnokának. Első jelentősebb ütközete ezen a poszton a Shiloh közelében vívott csata volt. A konföderációs erők nagy erejű támadása 1862. április 6-án meglepetésként érte az uniós parancsnokok többségét. Sherman is elutasította a hírszerzési jelentéseket, és nem akart hinni a milícia tisztjeinek, amikor azok arról tájékoztatták, hogy Albert Sidney Johnston tábornok elhagyta Mississippi állambeli bázisát, Corinth közelében. Ennek megfelelően Sherman szinte semmilyen előkészületet nem tett, nem épített mellvédeket, nem erősítette meg állásait, és nem küldött ki felderítőket sem. Shilohnál feltehetően el akarta kerülni, hogy abba a hibába essen, amit Kentuckyban követett el, és, hogy túlzott óvatossággal vádolják. Feleségének is azt írta, hogy ha több előkészületet tett volna, akkor „megint őrültnek hívtak volna”.
A meglepetésszerű támadás ellenére Sherman sikeresen gyűjtötte össze hadosztályát és rendezetten vonult vissza, miközben az ellenséggel harcoltak, ezzel megakadályozta az uniós csapatok súlyos vereségét. A nap végén Grant tábornokot egyedül, a sötétben egy tölgyfa alatt ülve és szivarozva találta. A felkészülés elhanyagolásáért elsősorban felelős Sherman saját szavai szerint „hirtelen bölcs sugallatra nem említette a visszavonulást”, hanem csak annyit mondott: "Hát, ma pokoli egy napunk volt, mi?" Grant szintén lakonikus válasza úgy hangzott: "Igen. Holnap azért majd befűtünk nekik.". Ezt követően Shermannek nagy szerepe volt a sikeres uniós ellentámadásban 1862. április 7-én. A csata során kétszer megsérült – a kezén és a vállán –, és háromszor lőtték ki alóla a lovat. A csata után a teljesítményéről Grant elismeréssel szólt, és 1862. május 1-jei hatállyal előléptették vezérőrnaggyá.
Április vége felé egy 100 000 főt számláló uniós magasabb egység vonult Corinth ellen Henry W. Halleck vezérőrnagy parancsnoksága alatt, míg Grant ekkor csak a főparancsnok helyettese volt, Sherman pedig a jobbszárnyon lévő hadosztály parancsnokságát kapta. Nem sokkal azután, hogy május 30-án Corinthot elfoglalták, Grant le akart mondani tisztségéről, mert komoly gondjai voltak a Halleck tábornokkal való együttműködésben, Sherman kérésére azonban meggondolta magát. Sherman saját életéből vett példával vigasztalta Grantet és azzal biztatta, hogy egy szerencsés véletlen folyamán akár hamarosan ismét parancsnoki tisztséget kaphat.
Júliusban beigazolódni látszott Sherman jóslata, mert Hallecket az Egyesült Államok vezérkari főnökévé nevezték ki. Grant lett a helyi főparancsnok, míg Shermant kinevezte a frissen elfoglalt Memphis katonai kormányzójának.

### Vicksburg és Chattanooga

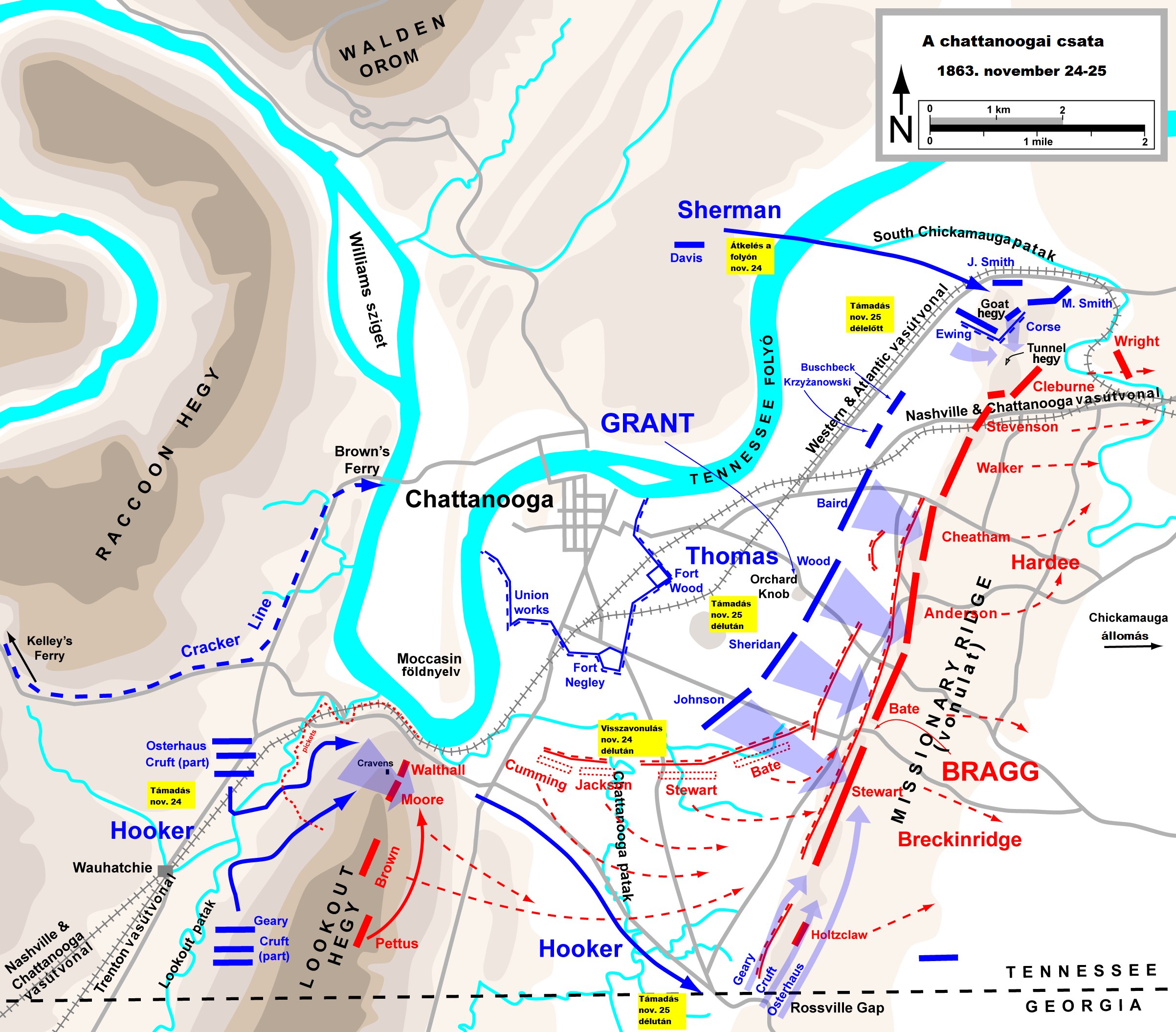
A Chattanooga környékén vívott csata térképe, 1863

Ettől kezdve mindkét tiszt karrierje felfelé ívelt. Sherman ezt annak is köszönhette, hogy közeli kapcsolatba került Grant tábornokkal az alatt a két év alatt, amíg együtt szolgáltak a nyugati hadszíntéren. A katonai sikereik ellenére a Vicksburg elleni hadjárat során egy újság arról panaszkodott, hogy a hadsereget a sárba tiporják egy részeg (Grant) vezetésével, akinek egy őrült (Sherman) ad tanácsokat.
Sherman 1862–1863 során egyaránt ért el sikereket és szenvedett el kudarcokat. 1862. decemberében a vezetése alatt álló északi csapatokat visszaverték Chickasaw Bayou-nál, a Mississippi államban található Vicksburg közelében. Nem sokkal ezután a parancsnoksága alatt álló XV. hadtestet utasították, hogy csatlakozzon a John A. McClernand vezérőrnagy által az Arkansas Post néven ismert erőd elleni támadáshoz. Bár a támadás sikeres volt, katonai értéke csekély volt, és csak elvonta az északiak erőit Vicksburg elfoglalásától. A Vicksburgi hadjárat előtt, 1863 tavaszán Sherman kétségét fejezte ki Grant új, meglehetősen rendhagyó taktikájával kapcsolatban, de Grant irányítása alatt sikeresen alkalmazta azt. 1863. július 4-én Vicksburg védői megadták magukat Grant tábornoknak, és ekkor Shermant is előléptették, a hivatásos hadsereg dandártábornoki rangját kapta (korábban csak az önkéntesek tábornoka volt). A csata után Sherman családja elutazott Ohióból a Vicksburg közelében található táborba, hogy meglátogassák a tábornokot – a látogatás végzetes kimenetele volt, hogy kilencéves fia, Willie, tífuszos lett és meghalt.
Novemberben a chattanoogai csata során Sherman a Tennessee-hadsereg parancsnoka volt. Katonái élén gyorsan elfoglalta a számára kijelölt célt, a Billy Goat Hillt a Missionary Ridge nevű vonulat északi részén, amikor észrevette, hogy az nem is a fő vonulaton fekszik. A további támadásokat a Patrick Cleburne parancsnoksága alatt álló hadosztály, Braxton Bragg hadseregének egyik legjobb alakulata rendre visszaverte.
Sherman erőfeszítései némileg feledésbe merültek George Henry Thomas tábornok sikerei mellett, aki a konföderációs vonalak közepe ellen intézett támadást, eredetileg elterelő céllal. A csata után Sherman elindult, hogy felmentse az Ambrose Burnside parancsnoksága alatt álló csapatokat, akik a Knoxville-hadjárat alatt kerültek bajba, majd 1864. februárban egy hadjáratot vezetett a Mississippi államban található Meridian ellen, hogy feldúlja a konföderációs erők hátországát.

### Hadjárat Georgia államban

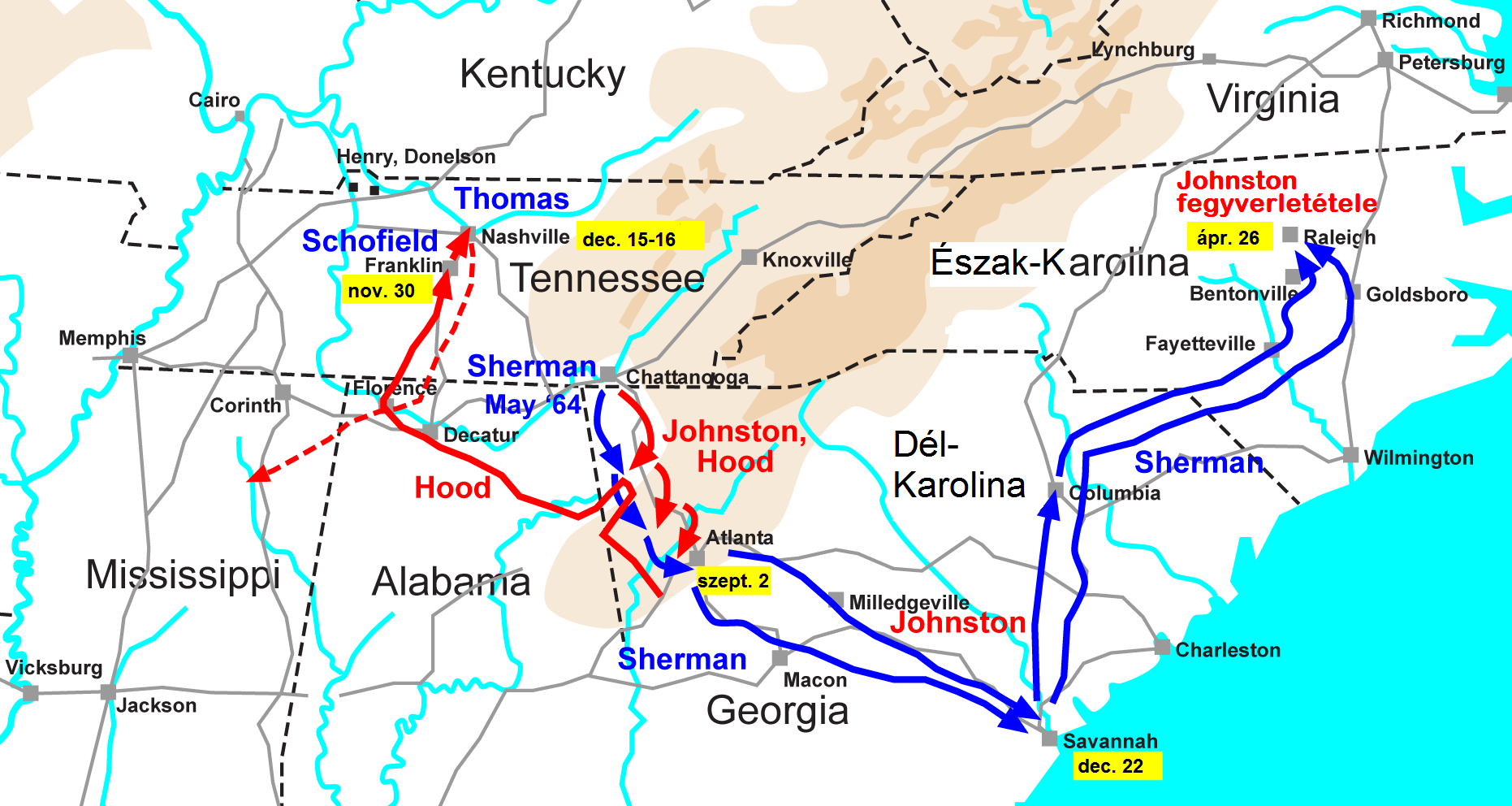
Sherman hadjáratai Georgia, Észak- és Dél-Karolina államokban, 1864–1865

Ingadozó teljesítménye ellenére Grant tábornok továbbra is kitüntette barátságával és bizalmával Shermant. Amikor Lincoln elnök 1864 tavaszán keletre hívta Grantet, hogy vegye át az uniós hadseregek főparancsnoki tisztét, Grant kinevezte (a katonái által csak „Uncle Billy”-ként emlegetett) Shermant a mississippi katonai körzet parancsnokává, vagyis lényegében a polgárháború nyugati hadszínterének teljhatalmú parancsnoka lett. Amint Grant átvette az uniós hadseregek irányítását, Sherman levelet írt neki, amelyben kifejtette stratégiáját a háború mielőbbi befejezése érdekében:
Ha maga elpáholja Leet, és én el tudok masírozni az Atlanti-óceánig, azt hiszem, a jó öreg Abe bácsi is ad húsz nap eltávot, hogy meglátogassuk az ifjoncokat.
Sherman ezután három hadsereg (Army of the Cumberland, Army of the Tennessee és Army of the Ohio), közel 100 000 fő élén benyomult Georgia állam területére, ahol hosszas manővereket hajtott végre a szemben álló Joseph E. Johnston tábornok csapataival szemben. Sherman csapatai élén Atlanta város ellen vonult, míg Johnston védelmi pozíciókat vett fel, amelyeket rendre fel kellett adnia, miután Sherman a hátába került. Csak egyszer, a Kennesaw-hegy közelében került sor nyílt csatára, ahol Sherman vereséget szenvedett a jól beásott konföderációs csapatokkal szemben. Júliusban azonban az óvatos Johnstont leváltották, helyére az agresszívabb John Bell Hood tábornok került, aki számbeli hátránya ellenére is nyílt csatákra kényszerítette Shermant.

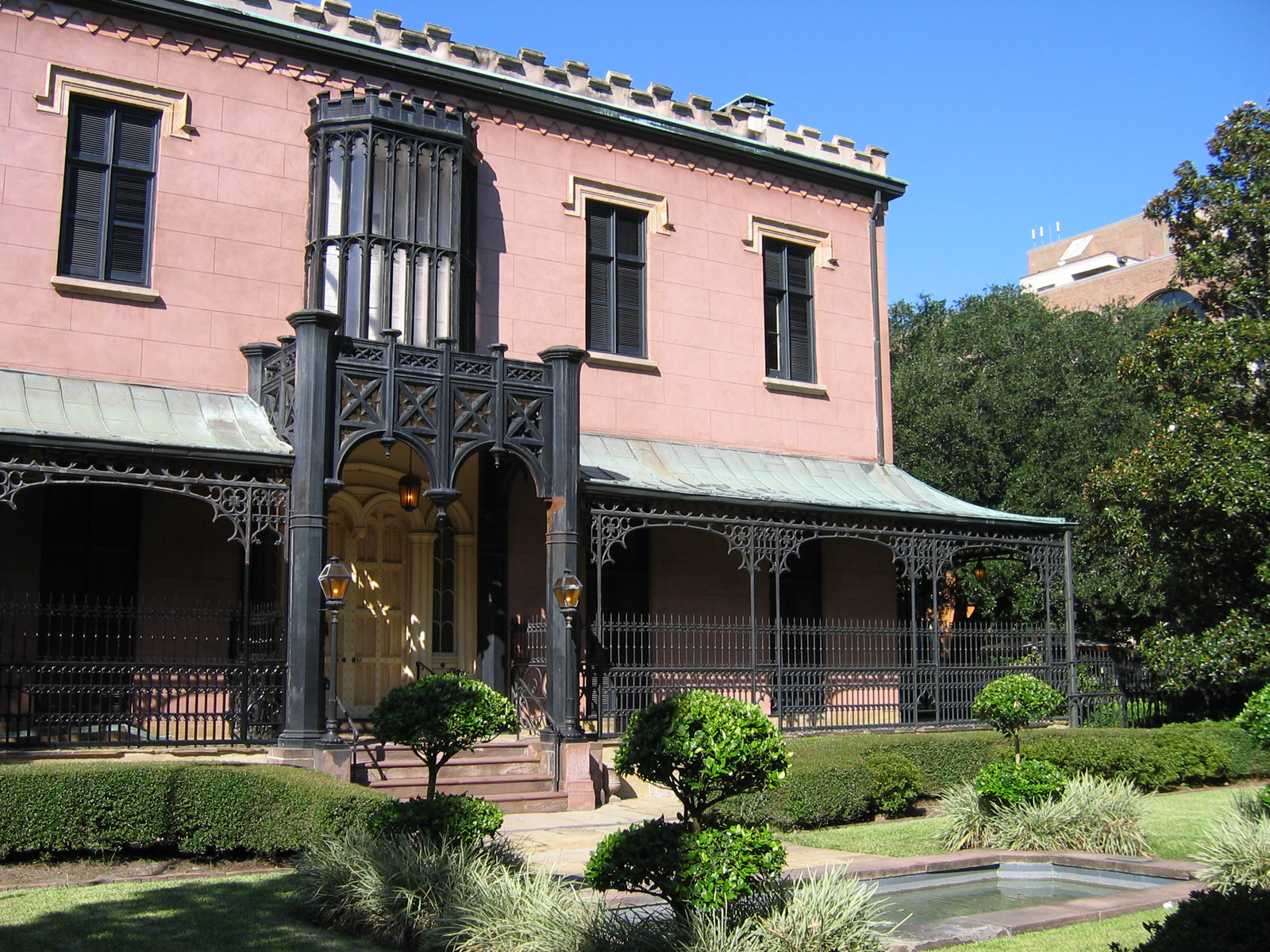
A Green-Meldrim ház, ahol Sherman 1864-ben, Savannah elfoglalása után szállt meg

Sherman a georgiai hadjáratot 1864. szeptember 2-án fejezte be Atlanta elfoglalásával. Miután minden polgári lakosnak megparancsolta a város elhagyását (amit az Elfújta a szél című könyv és az azonos című film örökített meg), elrendelte az összes katonai és kormányzati épület felgyújtását. Számos polgári otthon, üzlet is leégett a tűzvészben. Atlanta elfoglalása egy csapásra ismertté tette Shermant az Unióban, és nagy mértékben hozzájárult, hogy Lincoln elnököt 1864 novemberében újraválasztották (korábban úgy tűnt, hogy a demokrata párt jelöltje, George B. McClellan volt tábornok legyőzi Lincolnt). Lincoln veresége minden bizonnyal a konföderáció győzelmét eredményezte volna, mivel a demokrata párt jelöltje programjában béketárgyalásokat és a konföderáció függetlenségének elismerését szorgalmazta. Atlanta elfoglalása tehát az Unió egységét szem előtt tartó Sherman egyik legnagyobb haditettének számít.
Atlanta elfoglalása után Sherman délnek fordult seregeivel, és kezdetben figyelmen kívül hagyta a déli Hood tábornok ellentámadását, aki Tennessee irányából fenyegette korábbi hódításait. Hamarosan azonban egyik seregét vissza kellett küldenie Hood ellen, a maradék 62 000 fő élén Georgia egyik fontos kikötővárosa, Savannah ellen vonult. A menetelés során a hadsereg ellátását nem a hátországból, hanem a lakosság kirablásával fedezte, és saját becslése szerint több, mint 100 millió dolláros kárt okozott a délieknek. Sherman ezt „kemény háborúnak” („hard war”) hívta, de az utókor már mint „totális háborút” ismerte meg. A menetelés végén, 1864. december 22-én elfoglalta Savannah-t és innen küldött táviratot Lincoln elnöknek, akinek karácsonyi ajándékként ajánlotta fel a várost.
Sherman hadi sikerei jelentős nyilvánosságot kaptak az északi sajtóban, miközben Grant tábornok szinte alig ért el sikereket Robert E. Lee tábornokkal szemben. A szenátusban ekkor javaslatot tettek arra, hogy Shermant altábornaggyá (Lieutenant general) léptessék elő, és feltehetően Grant utódjává akarták kinevezni. Sherman azonban levelet írt bátyjának, John Sherman szenátornak és Grant tábornoknak is, amelyben erőteljesen visszautasította a kinevezést. Körülbelül ebben az időben nyilvánosan is kifejezte lojalitását Grant felé:

„Az elbeszélés szerint egy jeles polgári személy, aki Savannah-ban meglátogatta, hogy meghallgassa véleményét Grantról, lekicsinylően kezdett beszélni a tábornokról. „Nem jó, nem lesz ez így jó, Mr. _____,” – mondta Sherman gyorsan, idegesen. – „Grant tábornok egy nagy hadvezér. Jól ismerem. Mellettem állt, amikor őrült voltam, és én mellette álltam, amikor részeg volt, márpedig, kedves uram, mindig kiállunk a másikért.””

Savannah-ban értesült arról Sherman, hogy újszülött fia, Charles Celestine, a menetelés során meghalt – Shermannek nem is volt alkalma arra, hogy lássa a gyereket.

### Végső hadjáratok Karolina államokban

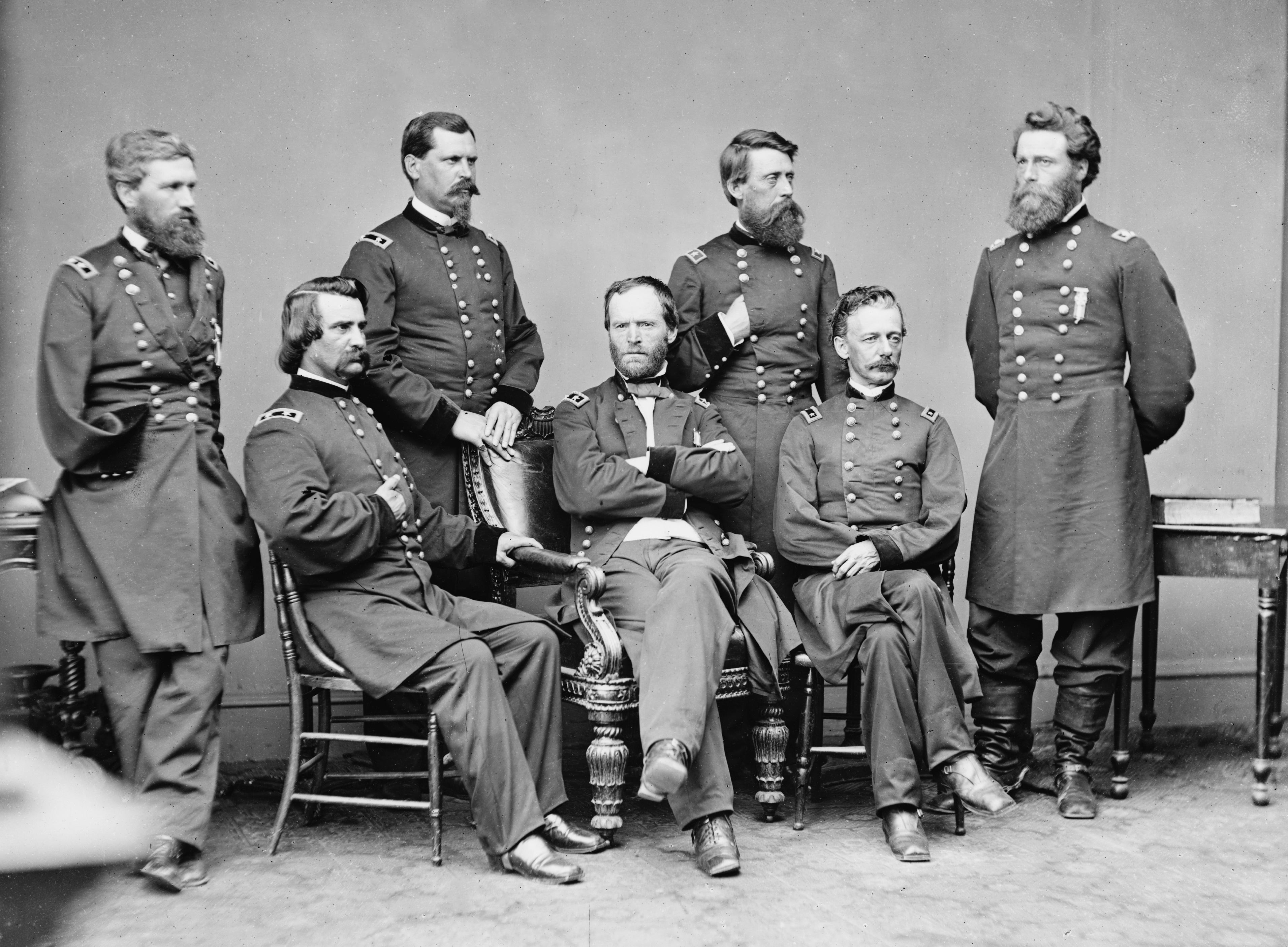
Sherman tábornok a törzsével: Oliver O. Howard, John A. Logan, William Babcock Hazen, Jefferson C. Davis, Henry Warner Slocum és Joseph A. Mower tábornokokkal

1865 tavaszán Grant megparancsolta Shermannek, hogy seregével szálljon hajóra és Virginia államban egyesüljenek Lee tábornokkal szemben. Ehelyett Sherman rávette Grantet, hogy engedélyezze számára, hogy csapatai élén északra meneteljen Észak- és Dél-Karolina államokon keresztül, és útközben minden katonai értéket képviselői ingatlant vagy ingóságot megsemmisítsen. Különösen Dél-Karolinát akarta ezzel sújtani, amely elsőként jelentette ki elszakadását az Uniótól és amelynek feldúlása végzetes csapást jelenthet a konföderáció harci moráljára. Csapatai ellen csak szórványos ellenállást fejtettek ki Joseph E. Johnston tábornok katonái, aki, miután meghallotta, hogy Sherman katonái rönkökből készítenek utat és így vágnak át az államban található mocsarakon, kijelentette, hogy „ilyen hadsereget Julius Caesar óta nem hordott hátán a föld”.
Sherman 1865. február 17-én elfoglalta az állam székhelyét, Columbia városát, ahol még aznap éjjel tűz ütött ki és másnap reggelre a városközpont szinte teljesen leégett. A tűzvész azóta is számos vita forrása, egyesek szándékos gyújtogatásnak tartják, mások véletlennek, vagy pedig a visszavonuló konföderációs csapatok hanyagságának tulajdonítják (akik számos gyapotbálát gyújtottak fel, miközben kiürítették a várost). Helyi indián vezetők segítségével Sherman hadserege átkelt a Lumber folyón és behatolt Észak-Karolina területére. Sherman feljegyzései szerint a folyón való átkelés, majd az állam déli részén található mocsarak leküzdése volt „a legátkozottabb menetelés, amit valaha megértem”. Az északiak ezt az államot nem rabolták ki, mivel Dél-Karolinával ellentétben nem tartották a lázadás központjának, és úgy vélték, csak a déli szomszéd nyomására és akkor is utolsóként szakadt el az Uniótól. Március vége felé Sherman elhagyta csapatait és a Virginia állambeli City Point városba utazott, hogy Granttel megbeszéléseket folytasson, amin részt vett az éppen ott tartózkodó Lincoln elnök is.
Ezt követően Sherman a Bentonville-i csatában legyőzte Johnston tábornokot, majd Lee tábornok megadta magát Grantnek Appomattoxnál. Közben Lincoln elnököt Washingtonban meggyilkolták. Sherman az észak-karolinai Durham városban találkozott Johnstonnal és fogadta a tábornok megadását. Sherman nagyvonalú békefeltételeket ajánlott, amelyek – Johnston tábornok és a konföderáció elnöke, Jefferson Davis kérésére – kiterjedtek katonai és politikai kérdésekre is. Bár maga Sherman úgy vélte, hogy ezeket a feltételeket a City Point-beli találkozó során Lincoln is elfogadta, hivatalosan nem kapott jóváhagyást sem Granttől, sem Andrew Johnson elnöktől, aki Lincoln helyébe lépett, sem pedig a kormánytól. A washingtoni politikusok ennek megfelelően nem tartották be a békemegállapodás feltételeit. A megadás kérdése körül kialakult zűrzavaros helyzet 1865. április 26-ig tartott, amikor Jonhston tábornok – Davis elnök utasításait figyelmen kívül hagyva – hivatalosan is megállapodott Shermannel a fegyverletételről és az Észak-, Dél-Karolina, Georgia és Florida államokban található konföderációs csapatok nevében megadta magát.

### Rabszolgaság és felszabadítás

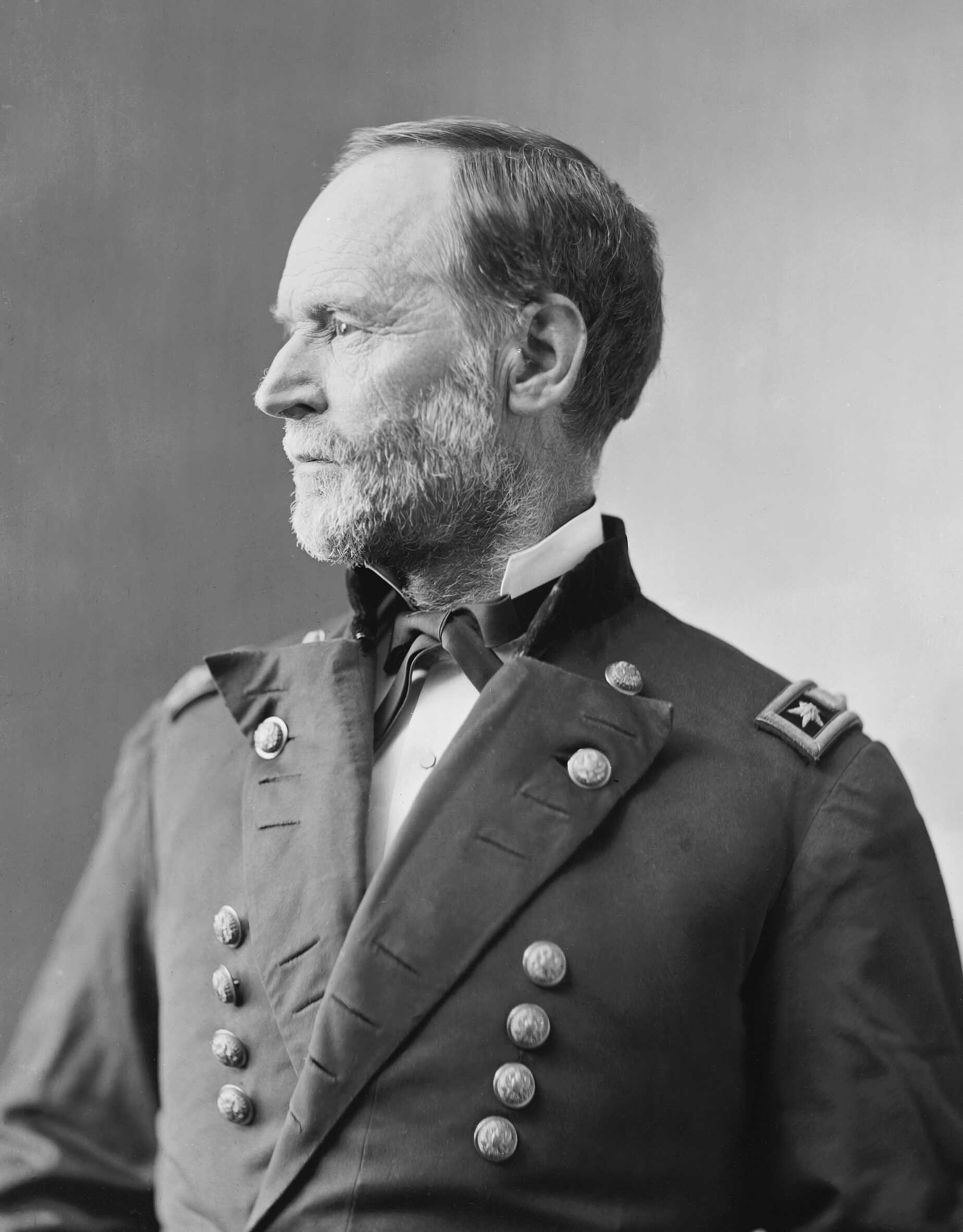
William Tecumseh Sherman portréja, Mathew Brady alkotása

Bár a rabszolgaságot elítélte, Sherman nem támogatta a rabszolgák felszabadítását a háború előtt, mivel korának és származásának megfelelően nem hitt a négerek egyenjogúságában. Nem óhajtott továbbá együtt harcolni a feketékkel; mint azt tisztjei jelenlétében mondta "Billy bácsi hadseregében nem lesznek niggerek". Az 1864–1865-ben vívott hadjáratok során számos rabszolgát felszabadított, akik második Mózesként üdvözölték, és végül már 25-30 ezren haladtak serege után, miközben átvonult Georgia, Észak- és Dél-Karolina államokon. Sherman ki nem állhatta őket és a helyzetet, mert a mintegy második hadseregként utána kutyagolókkal nem tudott mit kezdeni. Saját hadseregét is csak rablással tudta ellátni, az annak felére rúgó számú hontalannak végképp nem tudott ellátást adni.
A volt rabszolga menekültek sorsa hamarosan kényes katonai és politikai kérdéssé vált, az abolicionisták azzal vádolták Shermant, hogy nem tett eleget a felszabadított rabszolgák nyomorúságos helyzetének enyhítéséért. 1865. január 12-én Sherman találkozott Stanton hadügyminiszterrel és a helyi fekete közösség vezetőivel, hogy a felszabadított rabszolgák helyzetét megvitassák, miután Garrison Frazier baptista tiszteletes a következő nyilatkozatot adta ki a fekete közösség nevében:
Már megérkezése előtt úgy néztünk fel Sherman tábornokra, mint arra az emberre, akit Isten erre a feladatra szemelt ki és mindannyian kifejezhetetlen hálát érzünk iránta, és megbecsüléssel tekintünk rá, amiért a rá bízott feladatot legjobb tudomása szerint elvégezte. Közülünk néhányan megérkezése után rögtön felkerestük és feltehetően Stanton miniszter urat sem fogadta udvariasabban, mint minket. Viselkedése és irányunkban tanúsított magatartása alapján barátként és úriemberként jellemezhetjük.
Négy nappal később Sherman kiadta 15. számú különleges napiparancsát, amelyben 40 000 felszabadított rabszolga és fekete menekült letelepítését rendelte el a Dél-Karolinában, Georgiában és Floridában, a fehér földtulajdonosoktól elkobzott földeken. Sherman egy massachusettsi abolicionistát, Rufus Saxton tábornokot bízta meg a parancs végrehajtásával, aki korábban a fekete katonák toborzását irányította. A napiparancsot azonban még abban az évben Andrew Johnson elnök érvénytelenítette.
Maga Sherman emlékirataiban elismerte, hogy elsősorban politikai és katonai nyomásra bátorította a rabszolgák szökését és felszabadítását, mivel meg akarta akadályozni, hogy a konföderációs seregekbe rabszolgákat toborozzanak:
…elkerülendő azt a lehetőséget, hogy erejük teljében lévő rabszolgákat hívjanak katonai szolgálatra a lázadók.
Sherman maga úgy gondolta, hogy a rabszolgák felszabadítására fordított figyelem elvonja az erőforrásokat a háborútól és lényegében késlelteti minden rabszolga felszabadítását, illetve beismerte, hogy a hadjáratai során igazából nem igényelte és nem is számított a feketék segítségére.
A célom az volt, hogy leverjem a lázadókat, megtörjem a büszkeségüket, kövessem őket a legrejtettebb zugaikba, és félelembe taszítsam őket, hogy rettegjenek minket. »A bölcseségnek kezdete az Úrnak félelme.« Nem akartam, hogy belénk mélyesszék a fogukat, mint Hood tábornok tette Atlantában annak idején, amiért a rabszolgáikat hívtuk segítségül, hogy megverjük őket. De, ami a faj iránti jótéteményt érinti… biztosíthatom, hogy egyetlen hadsereg sem tett többet értük, mint a Savannahnál az én parancsnokságom alatt álló.

## Hadászati és harcászati teljesítménye
Bár Sherman tábornok harcászati eredményessége ingadozó volt, mégis kiemelkedő sikereket ért el logisztikai és hadászati téren. A 20. század egyik legbefolyásosabb, brit származású hadtörténésze, Basil Liddell Hart véleménye szerint utóbbi szempontok a hadtörténelem nagyjai közé, Scipio Africanus, Belisarius, Napóleon, T. E. Lawrence és Erwin Rommel szintjére emelik Shermant. Liddell Hart véleménye szerint Sherman fejlesztette tökélyre a hadseregekkel való manőverezést, amelyet Atlanta elfoglalása előtt demonstrált. Liddell Hart még hozzátette, hogy Sherman hadműveleteinek tanulmányozása nagyban hozzájárult a gépesített háború hadászati elveinek kidolgozásához, amelyet a második világháború során Heinz Guderian és Erwin Rommel tábornokok alkalmaztak sikeresen. Liddel Hart egy másik követője, az amerikai George Patton tábornok egy egész nyarat azzal töltött, hogy végigkövette Sherman hadjáratát Georgia, Észak- és Dél-Karolina államokban és később saját hadműveleteit is Sherman stílusában hajtotta végre.
Sherman a modern hadviselés elméletéhez legjelentősebben a totális háború stratégiájának kidolgozásával és gyakorlati megvalósításával járult hozzá. Ezt Grant tábornok és Lincoln elnök jóváhagyásával tette, de saját szerepét jelentősen alábecsülte, mivel állításai szerint csak a parancsnokság utasításait hajtotta végre, legjobb tudomása szerint.

### Totális háború

Egy 1868-as rézkarc, amely Sherman menetelését ábrázolja: az északi katonák megsemmisítik a déli államok infrastruktúráját

Granthez hasonlóan Sherman is azon a véleményen volt, hogy a konföderációs államokat stratégiai, gazdasági és pszichológiai szempontból is meg kell törni a háború mielőbbi befejezése érdekében. Ezért úgy vélte, hogy az északiaknak úgy kell a háborút folytatni, mintha hódító háborút vívnának és maguk mögött csak felégetett földet hagyhatnak, hogy megtörjék a felkelők ellenállását. Ő maga ezt „hard war”-nak nevezte.
Miközben Sherman keresztülvonult Georgia és Dél-Karolina államokon, katonái jórészt megsemmisítették azt a polgári infrastruktúrát és készleteket, amelyek a déli katonákat segíthették. A lakosság fosztogatása tilos volt, de ezt általában nem tartatták be a katonákkal. A pusztítás mértéke és gyorsasága megdöbbentő volt a kortársak számára: egyes esetekben a vasúti síneket felszedték és magas hőben meglágyítva fák törzse köré csavarták, hogy megnehezítsék a helyreállítási munkálatokat. A rombolás, a polgári lakosság fosztogatása és az állítólagos háborús bűnök miatt Sherman megítélése (különösen az Egyesült Államok déli részén) a mai napig ellentmondásos.
A rombolás szinte kizárólag csak az infrastruktúrára irányult, mert bár hivatalos és pontos adatok nem ismertek, a polgári áldozatok száma igen alacsony volt. A készletek elfogyasztása, az infrastruktúra megsemmisítése és ezzel az ellenség moráljának gyengítése volt Sherman elsődleges célja, és ezt a déli vezetők is elismerték és elfogadták. Például az Alabama államban született Henry Hitchcock őrnagy, Sherman egyik tisztje, kijelentette, hogy „szörnyű dolog emberek ezreinek mindennapi kenyerét elvenni és felélni”, de ha ez a stratégia azt a célt szolgálja, hogy „a háborúban küzdő férjeket és apákat visszatartsa … akkor jó célt szolgál”.
A rombolás Dél-Karolina államban volt a legnagyobb, Georgia és Észak-Karolina államokban kisebb mértékű. Ezt feltehetően az északi katonák által az első „lázadó” állammal szemben érzett ellenségesség okozta. Az egyik legsúlyosabb vád, amivel Shermant illették, hogy szándékosan felgyújtatta Columbia városát. Sherman erre kijelentette, hogy „ha elszántam volna magam Columbia felégetésére, akkor ugyanolyan közömbösen tettem volna, mintha egy poros falut égettem volna fel, de nem tettem”. Ugyanakkor a háború alatt így írt apósának: „Remélem elégedett lesz azzal, ahogy elbántam Charlestonnal, illetve Columbia felégetésével.” James M. McPherson történész így foglalt állást:

„A legteljesebb és legobjektívabb elemzés minden felet hibásnak tart a történtekért – beleértve a konföderáció hatóságait Columbia zűrzavaros kiürítéséért –, amelynek során több tízezer gyapotbálát hagytak az utcákon (némelyik égett) és nagy mennyiségű alkoholt … Sherman nem gyújtatta fel Columbiát, az északi katonák többsége, beleértve a tábornokot, egész éjszaka küzdött, hogy megfékezzék a lángokat.”

Emellett azt is érdemes megjegyezni, hogy Sherman és beosztottjai nagy erőfeszítéseket tettek az észak-karolinai Raleigh város megmentéséért, amikor Lincoln meggyilkolása után bosszúálló északi katonák fel akarták gyújtani a várost.

### Mai megítélése

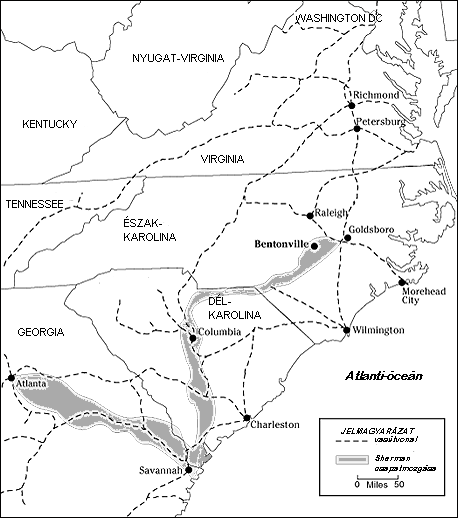
Sherman előrenyomulása Atlantától az Észak-Karolinai Goldsboro városig

1864-ben, miután elfoglalta Atlanta városát, Sherman elrendelte a város kiürítését. A városi tanács arra kérte, hogy vonja vissza a parancsot, mivel számos nő, gyermek és idős személy kerülne igen nehéz körülmények közé, ha el kell hagyniuk otthonukat. Sherman válaszában arra hivatkozott, hogy tartós békét csak akkor lehet elérni a háborúban, ha helyreállítják az unió egységét, és ennek érdekében mindent hajlandó volt elkövetni.

„Önök nem tudják nálam jobban elítélni a háborút. A háború kegyetlen, és ezt semmi sem enyhíti, és akik háborút hoztak országunkra, azok minden elképzelhető átkot és balszerencsét megérdemelnek. Én tudom, hogy nem volt részem a háború előidézésében és azt is tudom, hogy ma nagyobb áldozatokat hozok a háború befejezéséért, mint önök közül bárki. De nem lehet béke, amíg országunk megosztott. Ha az Egyesült Államok belenyugszik az elszakadásba, akkor ennek nem lesz vége, amíg országunk olyan sorsra nem jut, mint Mexikó, vagyis örökös háborúság. Én békét akarok és hiszem, hogy azt csak az egység és a háború hozhatja meg és a háborút úgy viselem, hogy annak mielőbbi, teljes győzelem legyen a vége. Azonban, kedves uraim, amint vége lesz a háborúnak, tőlem bármit kérhetnek. Akkor majd megosztom önökkel az utolsó falatomat is és őrködöm az otthonuk és családjuk felett, hogy minden bajtól megőrizzem azokat.”

Edmund Wilson irodalmár felfedezte Sherman visszaemlékezéseiben, hogy a háború borzalmainak elviselésére való hajlandósága egyre nőtt a Délnek okozott szenvedések mértékével. Ennek ellenére, amikor Sherman totális háborúját összehasonlítják a brit hadsereg tevékenységével a második búr háborúban (1899–1902) – ahol a civil lakosság szintén a katonaság tudatos támadásainak célpontja volt, hogy megakadályozzák a lázadók támogatását – történészek szerint „Sherman jobban megtalálta az egyensúlyt a keménykezűség és visszafogottság között, mint a brit parancsnokok, hogy legitim katonai céljait elérje”. Nem véletlen, hogy neves hadtörténészek, mint Victor Davis Hanson, Basil Liddell Hart, Lloyd Lewis és John F. Marszalek is elismerésüket fejezték ki Sherman iránt, aki a modern hadviselés hatékony, mégis mértékletes módját választotta.

## A háború után

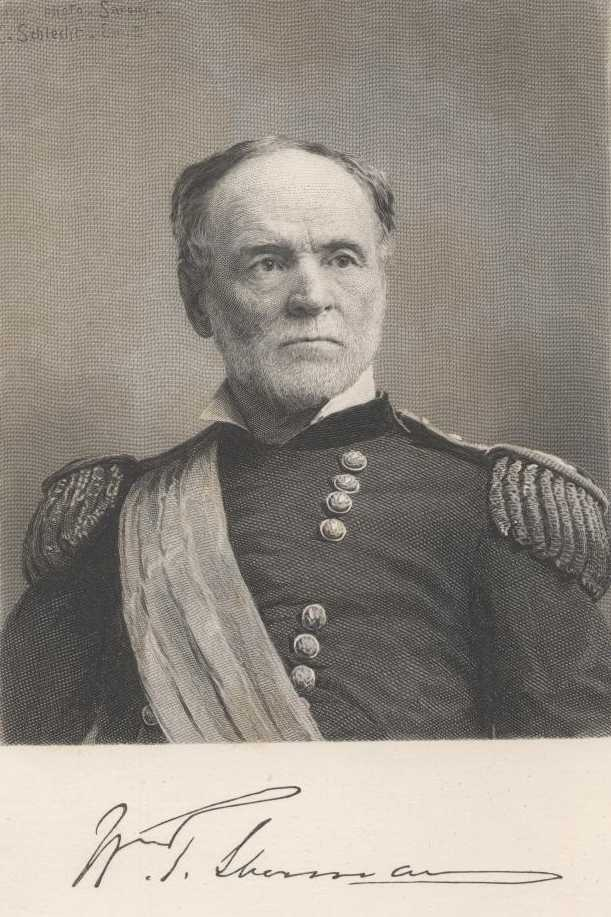
Sherman portréja, amely önéletrajzának második, 1889-es kiadásában jelent meg

1865 májusában, miután a konföderáció seregei letették a fegyvert, Sherman a következőket írta egy személyes levelében:

„Minden szégyenkezés nélkül megvallom, hogy belefáradtam a háborúskodásba, a dicsőség ragyogása csalóka lidércfény csupán, és még a legragyogóbb győzelmet is halott és sebesült testeken keresztül, a távoli családok jajkiáltásain keresztül érjük el, akik fiaikért, férjükért és apjukért könyörögnek hozzám … Csak azok, akik sosem hallottak egy puskalövést, sosem hallották a sebesültek kiáltását és a megcsonkítottak jajgatását … kiáltanak még több vérért, bosszúért és még több pusztításért.”

1865 júliusában, három hónappal Robert E. Lee déli tábornok megadását követően, Shermant kinevezték a Missouri Katonai Körzet parancsnokává, vagyis egy csapásra a Mississippi folyótól nyugatra eső területek katonai parancsnoka lett. Sherman ebben az tisztségében egyik legfőbb feladatának tekintette, hogy az épülő vasútvonalakat megvédje az ellenséges indiánok támadásaitól. Az indiánok ellen vívott háborúk során ismét alkalmazta a totális háború elveit, és nem csak az ellenséges csapatok megsemmisítésére törekedett, hanem a hátországukat is fel akarta égetni. Többek között elrendelte, hogy tömegesen mészárolják le a bölényeket, amely a síksági indiánok legfőbb élelmiszerforrása volt.
Sherman, aki az amerikai kormány teljes támogatását maga mögött tudhatta, így fejezte ki az északi elit attitűdjét az indiánokkal szemben:

„Nem engedhetjük meg, hogy néhány szakadt, tolvaj indián megállítsa a vasút terjeszkedését… Úgy tekintek a vasútra, mint a határterületek katonai felügyeletének legfontosabb elemére. Határozottan fel kell lépnünk a sziúk ellen, akkor is, ha ezt minden férfi, nő és gyermek kiirtásával jár. Érezniük kell (a sziúknak) a kormány hatalmának teljes súlyát. Ezért a hadműveletek során a katonáknak nem szabad különbséget tenni férfi és nő, fiatal és idős között.
”

A határháborúk során tanúsított magatartása ellenére Sherman határozottan fellépett a spekulánsok és kormányzati ügynökök ellen, akik az indiánrezervátumokba kényszerített törzsekkel szemben követtek el visszaéléseket.
1866. július 25-én az Egyesült Államok Kongresszusa létrehozta a hadseregtábornoki rangot, és ezt Grant tábornoknak adományozta, ezzel egy időben Shermant előléptették altábornaggyá. Amikor 1869-ben Grantet megválasztották az Egyesült Államok elnökének, Shermant kinevezte a hadsereg főparancsnokává. John A. Rawlins halála után Sherman egy hónapig még a hadügyminiszteri posztot is betöltötte. Főparancsnokként azonban nem volt jó viszonya a politikusokkal, és 1874–1876 között főhadiszállását St. Louisba helyezte át, hogy távol maradjon a washingtoni politikai intrikáktól. A hadsereg élén eltöltött idő során alapította meg a Parancsnoki Iskolát (Command School), amelynek utóda ma a Fort Leavenworth erődben működő Parancsnoki és Vezérkari Kollégium (Command and General Staff College).
1875-ben kiadta kétkötetes emlékiratát. Edmund Wilson irodalmár szerint Shermannek…

„…megvolt az önkifejezés adománya, és – Mark Twain után – az elbeszélés nagymestere volt. (Az emlékiratokban) a háború előtti tevékenységének leírása megfelelő arányban keveredik a háborús cselekedetekkel és ezeket jó érzékkel kelti életre anekdotákkal és személyes visszaemlékezésekkel. Vele együtt éljük át a hadjáratokat … mintha Sherman társaságában lettünk volna. Elmondja, hogy mit érzett és mit gondolt, és sosem vezet félre vagy tettet olyan érzéseket, amiket nem érzett.”

1879. június 19-én Sherman beszédet mondott a michigani katonai akadémia végzősei előtt, és ekkor mondta ki a mára híressé vált szállóigét: „A háború pokol” („War is Hell”). Ugyanezt később megismételte, amikor 1880. április 11-én beszédet mondott Columbus városban, Ohio állam székhelyén: „Sok ifjú van itt ma, akik a háborúban dicsőséget keresnek, de fiúk, ez itt maga a pokol. Elvihetitek ezt a figyelmeztetést a következő generációnak. Én rémülettel tekintek a háborúra.”
1883. november 1-jén mondott le a főparancsnoki tisztségéről és 1884. február 8-án vonult nyugdíjba a hadseregtől. Hátralévő éveit New Yorkban töltötte. Szerette a színházat, az amatőr festészetet és gyakran kérték fel arra, hogy beszédet mondjon vacsorákon és fogadásokon, ahol rendszeresen idézte Shakespeare-t. Az 1884-es elnökválasztásokon a republikánus párt jelöltjeként akarták indítani, de határozottan visszautasította a felkérést: „Ha felkérnek, nem indulok, ha jelölnek, nem fogadom el és ha megválasztanak, akkor nem szolgálok.”

## Emlékiratai és önéletrajza

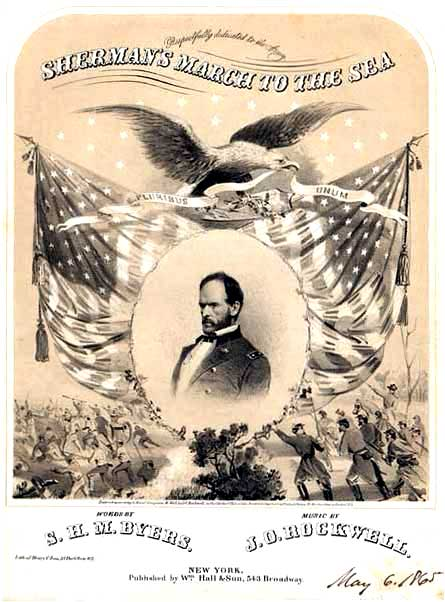
A "Sherman's March to the Sea" kottája (írta S.H.M. Byers, zenéjét szerezte J.O. Rockwell

1868-ban Sherman megírta (legalábbis elkezdte megírni) önéletrajzát, amit sosem adtak ki. Az 1828–1861 közötti évek eseményeit rögzítő kéziratot ma az Ohio Historical Society őrzi, és feltehetően helyet kap majd háborús emlékiratainak újabb kiadásaiban.
1875-ben, tíz évvel a háború vége után, Sherman volt az egyik első tábornok, aki kiadta háborús emlékiratait. A Memoirs of General William T. Sherman. By Himself című művet két kötetben a D. Appleton & Company kiadó jelentette meg. A történet az 1846-os eseményekkel (az amerikai-mexikói háború kitörése) kezdődik és „a polgárháború katonai elemzése” fejezettel fejeződik be.  Az emlékiratok meglehetősen vegyes véleményeket váltottak ki, és számos helyről bírálták a szerzőt. Az akkor hivatalban lévő Grant elnök, miután egyesek azt állították, hogy Sherman nem volt igazságos vele szemben, kijelentette: „Amikor letettem a könyvet, úgy véltem, hogy annak minden szavával egyetértek … ez egy igaz és becsületes könyv, Sherman becsületére válik, katonatársaival – különösen velem – szemben igazságos, egyszóval ilyennek képzeltem el a könyvet, amit Sherman írt.”
1886-ban, miután Grant is kiadta emlékiratait, Sherman átdolgozta a könyvet és egy „második, átdolgozott és javított kiadást” jelentetett meg. Ehhez csatoltak egy második előszót, életének eseményeit 1846-ig, egy fejezetet a háború utáni eseményekről (1884-es nyugdíjba vonulásáig), számos mellékletet, portrét, térképet és egy szójegyzetet.
Sherman visszautasította, hogy a második kiadásban feleljen kritikusainak, így érvelt: „Nem tartom magam történésznek, hanem a történelem nagy ítélőszéke előtt álló tanú vagyok” és „bárki, aki nem ért velem egyet, kiadhatja saját verzióját a tényekről olyan elbeszélésben, ami érdekeinek megfelel”.

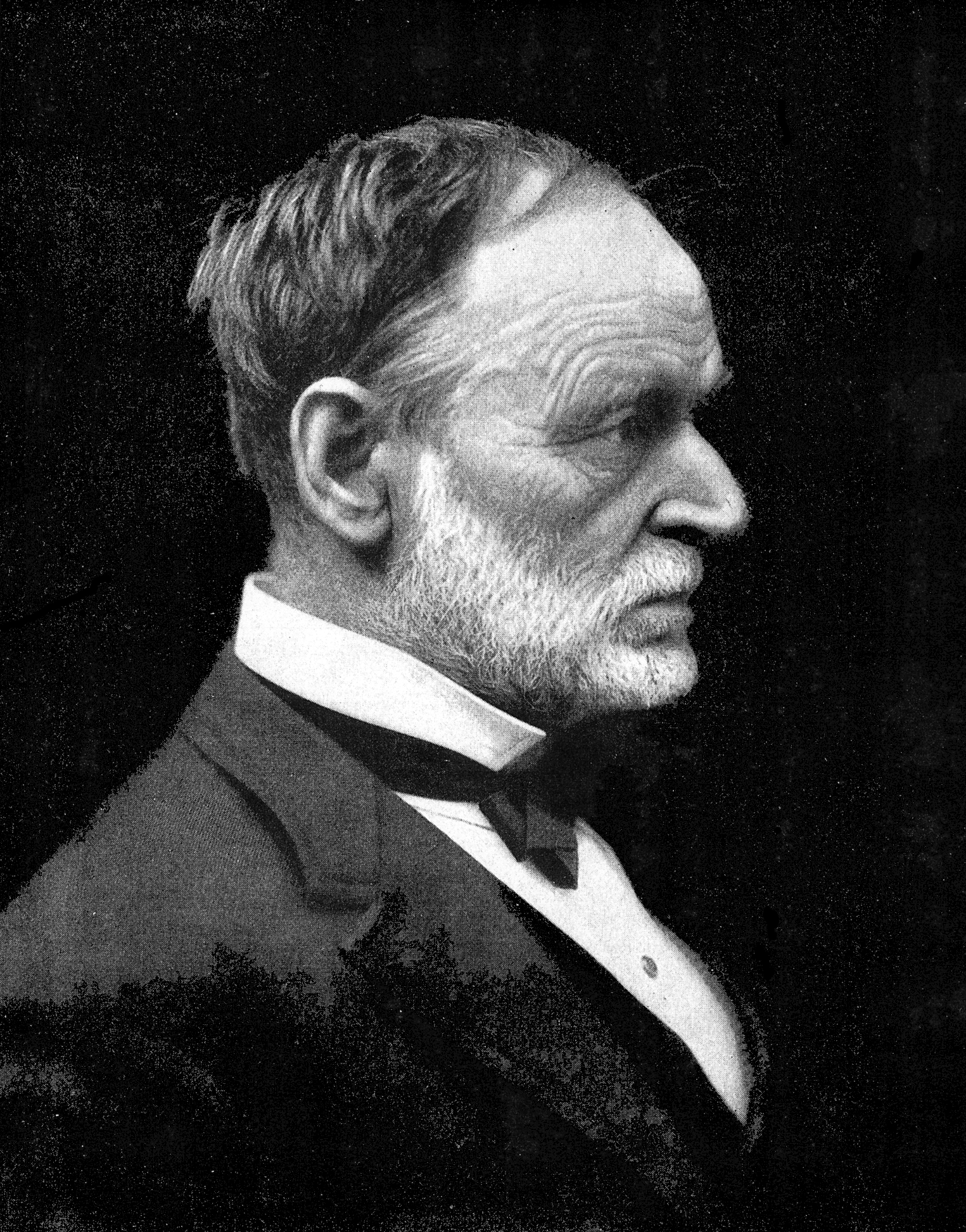
Sherman profilja

A következő, szintén átdolgozott és javított kiadás 1890-ben jelent meg, ami lényegében megegyezett a második kiadással, de egy új kiadó, a Charles L. Webster & Co. publikálta (amely Grant tábornok emlékiratait is megjelentette).
Sherman 1891-es halálát követően több, egymással versengő kiadás is napvilágot látott: eredeti kiadója, az Appleton, újra kiadta a második kiadást, amelyet kibővítettek Sherman utolsó éveiről szóló fejezetekkel. Időközben a Charles L. Webster & Co. kiadta a negyedik kiadást, amely lényegében szintén megegyezett a másodikkal, de a tábornok utolsó éveit a Sherman családdal egyetértésben dolgozták ki, valamint a politikus James G. Blaine írta előszavát.
A modern kiadások közül az 1990-es Library of America version, edited by Charles Royster a leghasználhatóbb, mivel a teljes 1886-os kiadás szövegét tartalmazza, hasznos jegyzetekkel, és Sherman életének legfontosabb eseményeivel, melyeket kronológiai sorrendbe rendeztek.

### Levelezése
Sherman hivatalos levelezését az Egyesült Államok hadügyminisztériuma által kiadott 1880-tól kiadott gyűjteményben jelentették még először. A kiadott levelek között számos igen személyes is akad. Ezen felül legalább öt kötet jelent meg Sherman levelezéséről:
- 1860. november és 1865. május között írt levelei[89]
- további 30 levél a polgárháború idejéből, amit Sherman apósának, Thomas Ewing-nak és egyik sógorának, Philemon B. Ewingnak írt[90]
- Sherman levelei feleségének, Ellen Ewing Shermannek, 1837 és 1888 között[91]
- Sherman levelei bátyjának, John Sherman szenátornak, 1837 és 1891 között[92]
- Sherman levelezése az 1859–1861 közötti időszakból, amikor a Louisiana állambeli katonai főiskola igazgatója volt[93]

## Halála és emlékezete

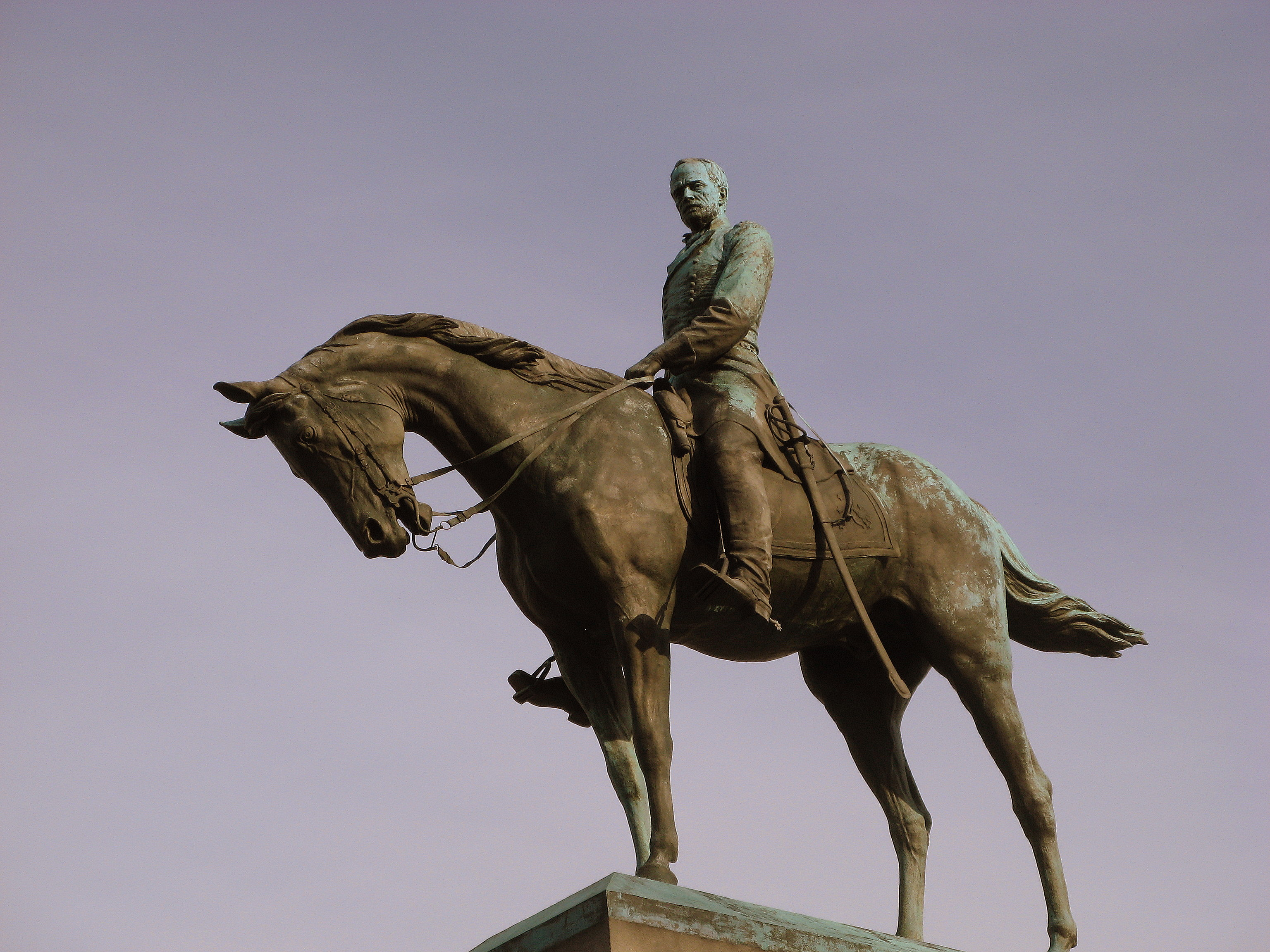
Sherman emlékműve Washingtonban

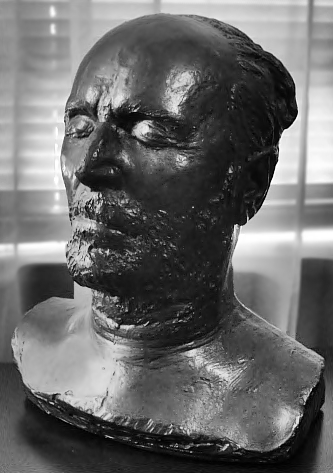
Sherman halotti maszkja

Sherman 1891. február 14-én halt meg New Yorkban. Február 19-én katonai tiszteletadás mellett végezték el a temetési szertartást New York-i otthonában, majd holttestét St. Louisba szállították, ahol február 21-én újabb ceremóniára került sor a helyi katolikus templomban. A misét fia, Thomas Ewing Sherman jezsuita pap celebrálta. Joseph E. Johnston tábornok, egyik polgárháborús ellenfele, aki Georgia államban vezette a konföderációs csapatokat Sherman ellen, New Yorkban a koporsó egyik hordozója volt. A ceremóniára rendkívül hideg időben került sor, és Johnston tábornok egyik barátja megkérte, hogy tegye fel kalapját, nehogy megfázzon. Johnston így válaszolt: „Ha a helyében lennék és ő az én helyemen állna, ő sem tenné fel kalapját.” Az idős tábornok valóban megfázott, és egy hónappal később tüdőgyulladásban meghalt.
Shermant végül St. Louisban temették el, országszerte számos emlékművet emeltek tiszteletére, mint például az aranyozott bronz lovasszobrot (Augustus Saint-Gaudens alkotása), amely a New York-i Central Park bejáratánál található; illetve az az emlékmű, amely a President's Parkhoz közel található Washingtonban. A tábornok tiszteletére nevezték el a második világháborús M4 Sherman harckocsit, illetve „Sherman tábornok fáját”, amely a világ legnagyobb egytörzsű fája.

### Sherman emlékezete
Sherman alakját, életét és tetteit számos művészeti alkotásban feldolgozták. A legismertebbek a polgárháború idejéből származó "Marching Through Georgia" dal (szerzője Henry Clay Work), Herman Melville költeménye: "The March to the Sea", az 1986-os Sherman's March című film (rendezte: Ross McElwee), valamint E. L. Doctorow regénye: The March.
Margaret Mitchell híres regénye, az Elfújta a szél (Gone with the Wind) elején Rhett Butler az előkelő déli felkelők egyik csoportját figyelmezteti a háború veszélyeire hasonló szavakkal, amelyeket Sherman intézett David F. Boyd-hoz, mielőtt elhagyta Louisina-t. Georgia állam megszállása később a regény egyik fő eseménye lesz.
Az Alkonyzóna (Twilight Zone) amerikai televíziós sorozat "Long Live Walter Jameson" című epizódjában az egyik fő karakter, egy történészprofesszor, Atlanta elfoglalását és felégetését magyarázza, szerinte azt az uniós katonák vonakodva, a mogorva és kegyetlen Sherman parancsára követték el.
Sherman ábrázolását a különbféle kulturális alkotásokban a Sherman's March in Myth and Memory c. könyv (Rowman and Littlefield, 2008) tárgyalja, szerzői Edward Caudill és Paul Ashdown.

### Sherman amerikai bélyegeken
Az amerikai hadsereg kevés tábornokát érte olyan megtiszteltetés, hogy amerikai bélyegeken szerepeljenek – közülük még kevesebben vannak, akik egynél többször szerepeltek bélyegen. Sherman volt ezen kivételes tábornok: az arcképét viselő bélyeget 1893. március 21-én, kicsit több, mint két évvel halála után adta ki az US Post Office. A bélyeget Sherman időskori portréja után készítették, amelyet Napoleon B. Sarony készített 1888-ban, három évvel Sherman halála előtt.
Két évvel később, 1895-ben kiadták a bélyeg második változatát, majd ugyanebben az évben a harmadik változatot is – utóbbi kettő majdnem azonos az első kiadással, csak a keret mintája és a szín változott kismértékben.
Sherman feltűnt az 1937-ben kiadott US Army bélyegen is, Grant és Sheridan tábornokok társaságában.
Az utolsó bélyeget 1995-ben bocsátották ki, 32 cent névértékben.

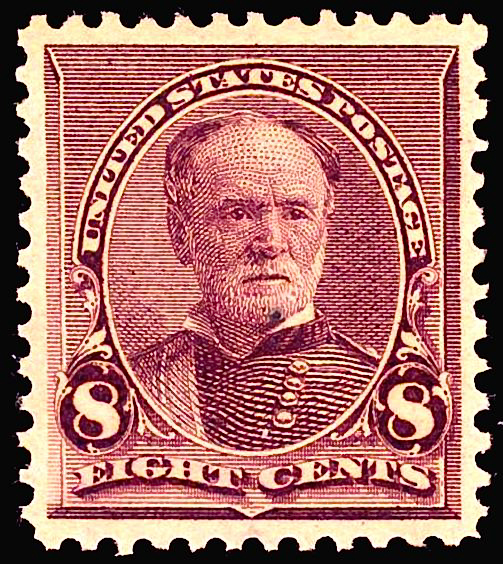
Sherman-bélyeg, 1. kiadás (1893)
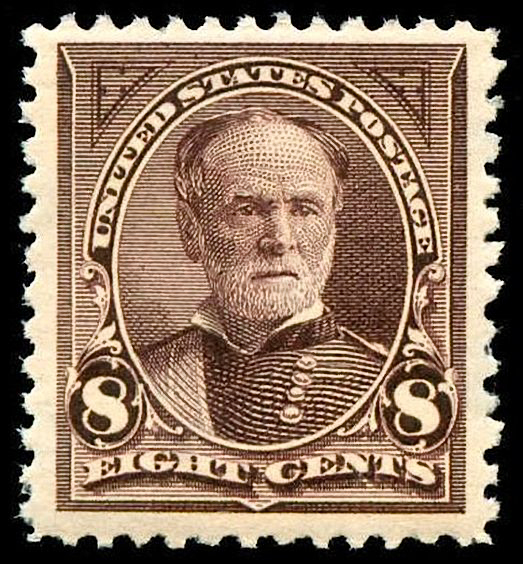
2. kiadás (1895)
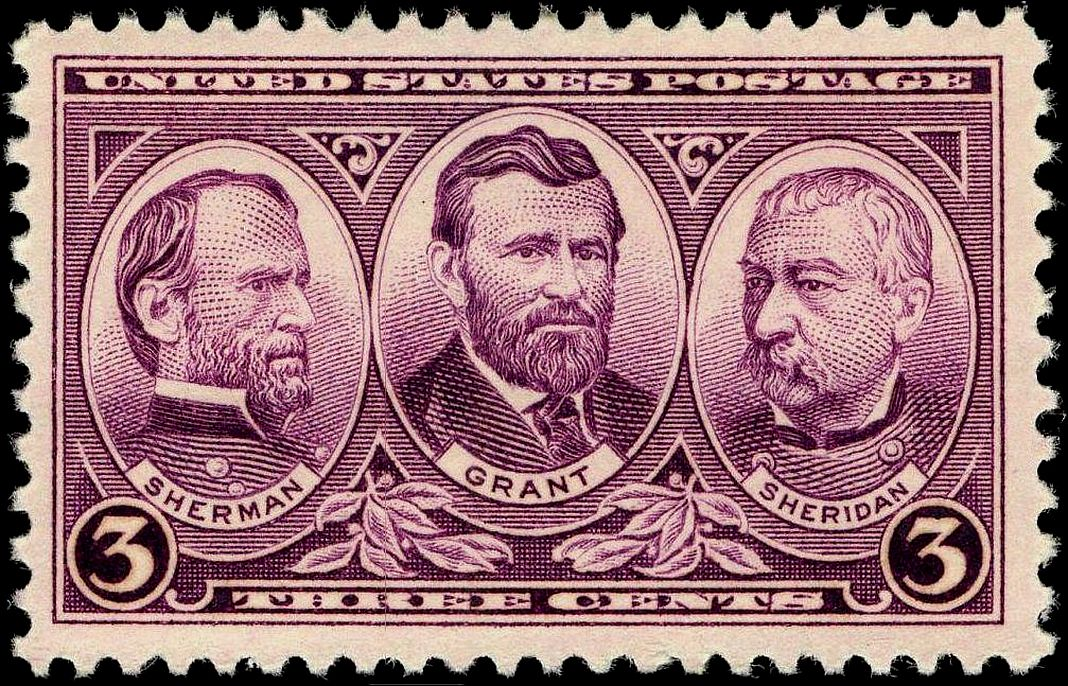
Sherman – Grant – Sheridan 1937-es emlékbélyeg a három tábornok arcképével

## Fordítás
- Ez a szócikk részben vagy egészben  a   William Tecumseh Sherman című angol Wikipédia-szócikk ezen változatának fordításán alapul.  Az eredeti cikk szerkesztőit annak laptörténete sorolja fel. Ez a jelzés csupán a megfogalmazás eredetét és a szerzői jogokat jelzi, nem szolgál a cikkben szereplő információk forrásmegjelöléseként.

### Sherman kisfilmeken
- William T. Sherman. YouTube. (Hozzáférés: 2010. április 23.)
- William Tecumseh Sherman. YouTube. (Hozzáférés: 2010. április 23.)
- Generals of the North and South. YouTube. (Hozzáférés: 2010. április 23.)
- "Marching Through Georgia", James F. Harrison and Chorus. YouTube. (Hozzáférés: 2011. február 6.)

### Ajánlott magyar nyelvű irodalom
- Asbóth Lajos. Az Észak-Amerikai Háború Története (magyar nyelven). Budapest: Légrádi testvérek (1875). Hozzáférés ideje: 2010. május 16.
- Szuhay-Havas Ervin. Kék-szürke tragédia. Az amerikai polgárháború története (magyar nyelven). Budapest: Gondolat kiadó (1966). Hozzáférés ideje: 2010. május 16.

### Ajánlott angol nyelvű irodalom
- Brockett, L.P.. Our Great Captains: Grant, Sherman, Thomas, Sheridan, and Farragut (angol nyelven). New York: Richardson, C.B. (1866). Hozzáférés ideje: 2010. május 16.
- Daniel, Larry J.. Shiloh: The Battle That Changed the Civil War (angol nyelven). Simon & Schuster (1997). ISBN 0-684-80375-5
- Hanson, Victor Davis. The Soul of Battle (angol nyelven). Anchor Books (1999). ISBN 0-385-72059-9
- Johnson, W. Fletcher; Howard, Oliver Ottis. Life of Wm. Tecumseh Sherman ... (angol nyelven). Nabu Press (2010). ISBN 978-1-147-17914-9
- Kennett Lee, Sherman. A Soldier's Life (angol nyelven). HarperCollins (2001). ISBN 0-06-017495-1
- McNamara, Robert; Blight, James G.. Wilson's Ghost: Reducing the Risk of Conflict, Killing, and Catastrophe in the 21st Century (angol nyelven). Public Affairs (2001). ISBN 1-891620-89-4
- Smith, Jean Edward. Grant (angol nyelven). Simon and Schuster (2001). ISBN 0-684-84927-5
- Warner, Ezra J.. Generals in Blue: Lives of the Union Commanders (angol nyelven). LSU Press (1964). ISBN 978-0-8071-0822-2